# 시모노세키역
시모노세키역(일본어: JR下関駅（じぇいあーる しものせきえき：JR Shimonoseki Eki：JR Shimonoseki Station） 시모노세키에키[*])은 일본 야마구치현 시모노세키시에 있는 철도역이다. 옛날 부관연락선이 부산까지 연결되어 있었다.

## 타는 곳
| 3·4 |             | 하차 전용 승강장                  |
| 6   | ■ 산요 본선 | 신시모노세키·아사·신야마구치 방면 |
| 6   | ■ 산인 본선 | 고구시·나가토 시 방면             |
| 7·8 | ■ 산요 본선 | 모지·고쿠라 방면                  |
| 7·8 | ■ 산요 본선 | 신시모노세키·아사·신야마구치 방면 |
| 7·8 | ■ 산인 본선 | 고구시·나가토 시 방면             |
| 9   | ■ 산요 본선 | 신시모노세키·아사·신야마구치 방면 |
| 9   | ■ 산인 본선 | 고구시·나가토 시 방면             |

## 역세권 정보
- 간몬 교 (아시안 하이웨이 1호선, )
- 간몬 국도 터널 (국도 제2호선)
- 간몬 철도 터널 (산요 본선)
- 간몬 해협
- 국도 제9호선
- 국도 제191호선 (일본 191번 국도의 일본어 위키백과 문서 보기)
- 시모노세키항 국제터미널
- 신칸몬 터널
- 야마구치 은행 본사
- 일본은행 시모노세키 지점
- 간류섬(후나시마섬)

## 같이 보기
- 시모노세키시

| 서일본 여객철도 ■ 산요 본선 | 서일본 여객철도 ■ 산요 본선 | 서일본 여객철도 ■ 산요 본선 |
| --------------------------- | --------------------------- | --------------------------- |
| 하타부 신야마구치 방면      |                             | 시·종착역                   |
| 규슈 여객철도 ■ 산요 본선   |                             |                             |
| 시·종착역                   |                             | 모지 고쿠라 방면            |